# Gaius Lucilius Hirrus
Gaius Lucilius Hirrus war ein römischer Politiker der Spätzeit der Republik, Geschäftsmann und vermutlich Großneffe des Dichters Gaius Lucilius.

## Leben
Lucilius wird erstmals für das Jahr 67 v. Chr. als Besitzer großer Viehherden in Bruttium erwähnt. Eine Ausbildung zum landwirtschaftlichen Unternehmer erhielt er bei dem in Marcus Terentius Varros de re rustica erwähnten Musterlandwirt Gnaeus Tremelius Scrofa. Schon der Dichter Gaius Lucilius besaß in Bruttium landwirtschaftliche Güter, weshalb angenommen wird, der Vater des Lucilius Hirrus sei dessen Haupterbe gewesen.
Die angenommene Verwandtschaft bedeutet gleichzeitig, dass Lucilius Hirrus ein Vetter des Gnaeus Pompeius Magnus war, was sein Engagement in der Politik und für Pompeius verständlich macht. Im Jahr 54 v. Chr. bewarb sich Hirrus für das Amt eines Volkstribunen. Nach seiner Wahl und noch vor seiner Ernennung am 10. Dezember erklärte er, dass er beantragen werde, Pompeius zum Diktator zu ernennen. Der Vorgang brachte ihm die Feindschaft einflussreicher Senatoren wie Cicero und Cato Uticensis ein.
Hirrus bewarb sich in den folgenden Jahren erfolglos um verschiedene Ämter. 52 v. Chr. unterlag er gegen Cicero in der Nachwahl für das Augurenkollegium, 51 v. Chr. gegen Marcus Caelius Rufus in einer Wahl zum Ädil. Gerade von Cicero wurde er in der Folge mit viel Spott bedacht, vor allem wegen seiner schlechten Aussprache oder eines Sprachfehlers.
Im Bürgerkrieg scheint er sich wie Pompeius mit der Senatspartei verständigt zu haben und erscheint als dessen Anhänger. Er sammelte Truppen für Pompeius in Picenum, die aber beim Anmarsch Caesars in Corfinium mit Lucius Domitius Ahenobarbus eingeschlossen wurden und kapitulierten. Hirrus selbst scheint entkommen zu sein, da er von Caesar nicht unter den gefangenen Senatoren genannt wird.
Nach dem Übergang der Pompeianer nach Griechenland wurde er in diplomatischer Mission zu den Parthern gesandt. Er erhielt dabei die Zusicherung, auch in Abwesenheit für die Prätorenwahl berücksichtigt zu werden. Im Feldlager bei Pharsalos stritten die siegesgewissen Pompeianer bereits über die Einhaltung dieses Versprechens. Nach Cassius Dio wurde der bei ihm nicht namentlich genannte römische Gesandte von den Parthern gefangen genommen. Wohl deshalb wurde Hirrus von einer aktiven Teilnahme am weiteren Verlauf des Bürgerkrieges abgehalten.
Nach seiner Rückkehr nach Rom gelang es ihm, sich mit Caesar zu verständigen. Plinius berichtet, Lucilius habe zum Triumphzug Caesars im Jahr 45 v. Chr. 6000 Muränen geliefert. Nach der Ermordung des Diktators folgte er bald wieder seinen Parteigenossen und wurde 43 v. Chr. durch die Triumvirn auf die Proskriptionsliste gesetzt. Sein Landbesitz und seine Fischteiche wurden versteigert. Er floh nach Sizilien, wo er erfolgreich Sextus Pompeius unterstützte. Spätere Nachrichten über ihn sind nicht bekannt.